# レーニン平和賞

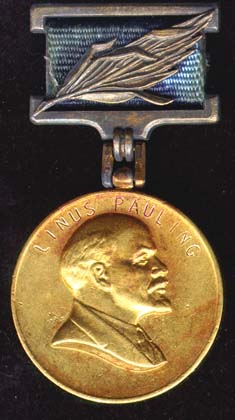
レーニン平和賞メダル（表側）

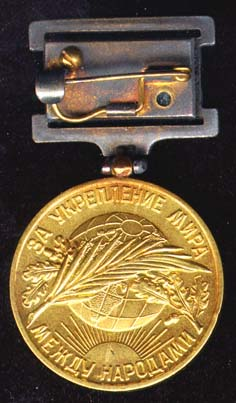
レーニン平和賞メダル（裏側）

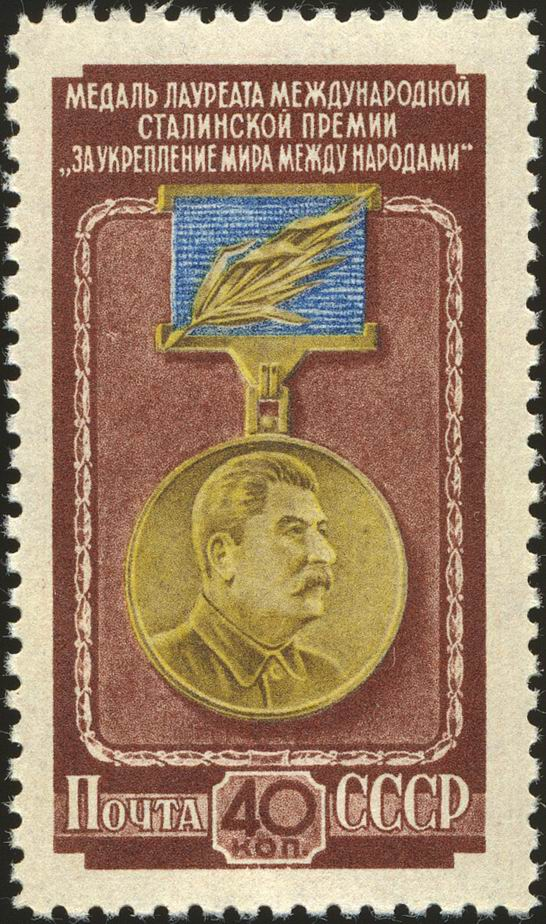
スターリン平和賞の切手（1953年）

国際レーニン平和賞（こくさいレーニンへいわしょう、ロシア語: международная Ленинская премия мира）は、ソビエト連邦がノーベル平和賞に対抗して創設した賞。主に著名な共産主義者や外国のソ連支持者に対して贈られた。ノーベル平和賞と違い、1年に複数の人々に贈られることが多かった。

## 歴史
1949年12月21日、ヨシフ・スターリンの70歳の誕生日を記念して、ソ連最高会議幹部会は国際スターリン平和賞を創設した。国内外の平和貢献者に贈られたが、主にソ連の国家行政、とりわけ社会主義・共産主義への貢献に対する褒賞の性格が強かった。
1956年、ニキータ・フルシチョフがスターリン批判を行うと、9月6日に国際スターリン平和賞はウラジーミル・レーニンの名を冠した国際レーニン平和賞と改められた。それまでに国際スターリン平和賞を受賞した人々には返還が求められ、改めて国際レーニン平和賞が贈られた。
1991年にソ連が崩壊した後、国際レーニン平和賞はロシア連邦政府によって廃止された。
国際レーニン平和賞は世界平和評議会による世界平和賞と混同されやすいが関係はない。またソ連国内の芸術家や科学者に贈られたレーニン賞（ソビエト連邦国家賞）とも混同されやすいが別の賞である。

## 主な受賞者

### 国際スターリン平和賞
- フレデリック・ジョリオ＝キュリー (1950)
- 宋慶齢 (1950)
- 朴正愛(1950)
- 郭沫若 (1951)
- 大山郁夫 (1951)
- アンナ・ゼーガース (1951)
- ジョルジェ・アマード (1951)
- ヨハネス・R・ベッヒャー (1952)
- イリヤ・エレンブルグ (1952)
- ポール・ロブスン (1952)
- ジョン・デスモンド・バナール (1953)
- ハワード・ファスト (1953)
- パブロ・ネルーダ (1953)
- ピエール・コット (1953)
- ベルトルト・ブレヒト (1954)
- ラサロ・カルデナス (1955)
- ヨーゼフ・ヴィルト (1955)
- トン・ドゥック・タン (1955)
- 関鑑子 (1955)

### 国際レーニン平和賞
- ルイ・アラゴン (1957)
- エマニュエル・ダスティエ (1957)
- チャンドラセカール・ラマン (1957)
- ヨセフ・ルクル・フロマートカ (1958)
- 安井郁 (1958)
- アルノルト・ツヴァイク (1958)
- W・E・B・デュボイス (1959)
- ニキータ・フルシチョフ (1959)
- スカルノ (1960)
- フィデル・カストロ (1961)
- セク・トゥーレ (1961)
- ドビ・イシュトヴァーン (1962)
- クワメ・エンクルマ (1962)
- ファイズ・アハマド・ファイズ (1962)
- パブロ・ピカソ (1962)
- モディボ・ケイタ (1963)
- オスカー・ニーマイヤー (1963)
- ドロレス・イバルリ (1964)
- ベン・ベラ (1964)
- ラファエル・アルベルティ (1964)
- 太田薫 (1964)
- ミゲル・アンヘル・アストゥリアス (1965)
- ジャコモ・マンズー (1965)
- マルティン・ニーメラー (1966)
- ダビッド・アルファロ・シケイロス (1966)
- ヨリス・イヴェンス (1967)
- 岩井章 (1968–69)
- ヤロスワフ・イヴァシュキェヴィッチ (1968–69)
- ライナス・ポーリング (1968–69)
- ルドヴィーク・スヴォボダ (1968–69)
- エルンスト・ブッシュ (1970-71)
- ジェイムズ・オールドリッジ (1972)
- サルバドール・アジェンデ (1972)
- レオニード・ブレジネフ (1972)
- カーダール・ヤーノシュ (1975–76)
- ショーン・マクブライド (1975–76)
- サモラ・マシェル (1975–76)
- アゴスティニョ・ネト (1975–76)
- レ・ズアン (1979)
- ウルホ・ケッコネン (1979)
- マフムード・ダルウィーシュ (1980–82)
- ミキス・テオドラキス (1980–82)
- インディラ・ガンディー (1983–84)
- グエン・フー・ト (1983–84)
- ドロシー・ホジキン (1985–86)
- ジュリウス・ニエレレ (1985–86)
- ネルソン・マンデラ[1] (1990)